# Sympathy for the Devil
"Sympathy for the Devil" er en sang fra The Rolling Stones. Sangen optrådte første gang som det første nummer på deres 1968 album Beggars Banquet.

## Inspiration
”Sympathy for the Devil” blev skrevet af sanger Mick Jagger og guitarist Keith Richards, selvom sangen hovedsagelig var en Jagger komposition . De tidligere inspirationer til sangen ledte The Stones hen i retningen af Folkemusikken. Jagger fortalte i et interview fra 1995 med Rolling Stone:” Jeg tror den kom fra en gammel ide af Baudelaire, jeg tror, men jeg kan være forkert på den. Nogle gange når jeg kigger på mine Baudelaire bøger, kan jeg ikke se det i dem. Men det var en ide jeg fik af noget fransk skrivning. Og jeg tog bare et par linjer, og uddybede det. Jeg skrev den ligesom en slags Bob Dylan sang . Faktisk blev teksten inspireret af Mikhail Bulgakovs Mesteren og Margarita. Det var Richards, der forslog Jagger, at ændre melodien fra folkemusik til samba.
Sangen bliver sunget af Jagger som en første persons fortælling fra Lucifers synspunkt:
| Citat | Please allow me to introduce myself, I'm a man of wealth and taste; | Citat |
|       |                                                                     |       |

Disse første linjer reflekterer Jaggers direkte inspiration af Mesteren og Margarita, da bogen starter med noget lignede:” Please excuse me,' he said, speaking correctly, but with a foreign accent, 'for presuming to speak to you without an introduction.'"
I versene fortæller sangeren om de menneskelige bedrifter i tidens løb, og advarer tilhørerne:
| Citat | If you meet me, have some courtesy, Have some sympathy, and some taste; Use all your well-learned politesse, Or I'll lay your soul to waste | Citat |
|       | |       |

Om dette fortæller Jagger i det samme interview med Rolling Stone:” … det er en meget historisk figur – figurerne af det onde og figurerne af det gode — det er sådan et gevaldig langt spor som han personificerer i dette stykke. ”
På tidspunktet for udgivelsen af Beggars Banquet havde The Stones allerede skabt irritation fra alle de andre seksuelle vers i nogle af deres tekster, som for eksempel Let's Spend the Night Together , og for at give sig af med satanisme  (deres tidligere album, der ikke direkte havde nogle satanistiske forbindelser, havde titlen Their Satanic Majesties Request), og ”Sympathy for the Devil” bragte disse bekymringer forude der blev provokeret af media rygter, og frygten blandt nogle religiøse grupper, der var bange for at The Rolling Stones virkelig var tilhængere af djævlen og prøvede at ødelægge ungdommen . Det blev noteret, imidlertid var en anden forklaring af sangen dog at ”Sympathy for the Devil” faktisk var menneskelig.
Teksten er en kort historie om nogle af de mest bemærkelsesværdige ugerninger mod mennesket, inklusiv omtalen af krig mellem religioner, som for eksempel Hundredårskrigen ("I watched with glee while your Kings and Queens fought for ten decades for the Gods they made"), Oktoberrevolutionen ("I stuck around St. Petersburg when I saw it was a time for a change, killed the Czar and his ministers"), mens den også markerede den angivet overlevelse af storfyrstinde Anastasia ("Anastasia screamed in vain"), og 2. verdenskrig ("I rode a tank, held a general's rank when the blitzkrieg raged, and the bodies stank").
Som tilføjelse af ideen med den sympatiske vinkel af djævlen, indeholdt teksten også en omtale af mordene på John F. Kennedy og Robert F. Kennedy. Sidstnævnte begivenhed indtraf mens The Stones indspillede albummet, og ordene blev ændret fra "Who killed John Kennedy?" til "who killed the Kennedys?"

## Indspilning
Indspilningen af ”Sympathy for the Devil” begyndte i Londons Olympic Sound Studios den 5. juni 1968, og forsatte den næste dag. De endelige overdubs blev udført den 8., 9., og 10. juni.
Musikerne på sangen inkluderede Nicky Hopkins på klaver; Rocky Dijon på conga; Bill Wyman på maraca. Marianne Faithfull, Anita Pallenberg, Brian Jones, producer Jimmy Miller, Wyman, Hopkins, Jagger og Richards kan ses i baggrunden som kor på Sympathy for the Devil film af Jean-Luc Goddard, men den scene var speciel iscenesæt til kameraerne. Det faktiske kor bestod af Jagger, Richards og Miller. Richards spillede bass på den original optagelse, og spillede også sangens elektrisk solo.
Om sangen sagde trommeslager Charlie Watts i 1982:” ”Sympathy” var en af den slags sange, hvor vi havde prøvet alting. Den første gang jeg overhovedet hørte sangen var da Mick spillede den, foran døren i det hus hvor jeg boede i Sussex. Det var til middag, han spillede den helt selv, solen var gået ned – og den var fantastisk. Vi havde prøvet en masse forskellige måde for at spille den; til slut spillede jeg bare latin jazz, som var den stil som Kenny Clarke ville have spillet den i på ”A Night In Tunisia” – ikke den rytme han faktisk spillede, men den samme stil. Heldigvis lykkedes det, fordi den var svær at få sat sammen… God sang, alligevel .”
Om den generelle magt i sangen fortæller Jagger:” Den har en meget hypnotisk groove, en samba, hvilket har en enorm hypnotisk kraft, bedre end en god dance. Det kører og øger ikke farten, eller sænker den. Den bliver i et konstant groove. Plus samba rytmen er fantastisk at synge til, men den har også noget mere over sig, en understrøm af at være primitiv – fordi det er fra et primitivt Afrika, Sydamerika, afro-hvad-du-end-kalder-den rytme. Så til hvide mennesker har den et meget dyster ting over sig. Men glem den kulturelle farve, det er et meget godt instrument til at producere et kraftigt stykke. Det bliver mindre indbildsk fordi, der er et meget uforudsigelig groove i den. Hvis det havde været en ballade, ville den ikke have været blevet ligeså god .”

## Efterfølgende
I et interview med Creem sagde Jagger:” (Når folk begynder at opfatte os som djævle sympatisører), troede jeg det var en virkelig underlig ting, fordi det var den eneste sang, trods alt. Det var ikke fordi der er en masse på hvert eneste album, med en masse okkulte sange bagved. Folk virker som om de antager imaget så radialt, og det har overlevet hele vejen til heavy metal bands i dag .”
Om den fremtrædende ændring af forståelse for bandet efter udgivelsen af sangen sagde Richards i et interview i 1971 med Rolling Stone:” Før var vi bare uskyldige børn men nu siger de:” De er onde, de er onde.” Nå, jeg er ond, virkelig? Så hvad får dig til at begynde og tænke omkring ondskab.. Hvad er ondskab? Halv af det ved jeg ikke hvad folk om tror at Mick er djævlen, eller bare en god rock sanger eller hvad? Der er folk der tror vi er agenter for Lucifer, og andre der tror vi er Lucifer. Alle er Lucifer. ”
Til trods for den populære myte var ”Sympathy for the Devil” ikke den sang som The Stones optrådte med, da Meredith Hunter blev myrdet på Altamont Free Concert .
”Sympathy for the Devil” findes på live albummene The Rolling Stones Rock and Roll Circus, Get Yer Ya-Ya's Out!, Love You Live og Flashpoint. Desuden findes den på opsamlingsalbummene Hot Rocks og Forty Licks.
I 2003 kårede Rolling Stone Magazine ”Sympathy for the Devil” på en 32. plads i deres liste over de 500 bedste sange overhovedet.  Tre år senere blev nummeret på National Reviews liste en 3. plads over deres top 50 konservative rock sange. 

### Cover og remix
Sangen er bredt blevet coveret siden dens udgivelse, inklusiv en bemærkelsesværdig version af Jane's Addiction som fandtes på deres 1987 album ”Jane's Addiction”, en meget mørkere og kompleks version stod jazz-rock gruppen Blood, Sweat & Tears for ved navn "Symphony For the Devil" fra gruppens tredje album, og den mest kendte version er af det amerikanske hård rock band Guns N' Roses som blev indspillet i 1994.
I 2005 udgav Ozzy Osbourne et cover af sangen på sin fire disc box set Prince of Darkness.
En bid af sangen bliver ofte sunget af Bono sammen med ”Ruby Tuesday” under opførelsen af ”Bad” til U2 koncerter.
På albummet Jokerne (2008) fra Lars Lilholt Band findes en dansk gendigtet version af sangen med titlen: Sympati for djævelen.

### Track liste: Sympathy for the Devil remixes
1. "Sympathy for the Devil" – The Neptunes radio edit
2. "Sympathy for the Devil" – The Neptunes extended remix
3. "Sympathy for the Devil" – Fatboy Slim radio edit
4. "Sympathy for the Devil" – Fatboy Slim extended remix
5. "Sympathy for the Devil" – Full Phatt radio edit
6. "Sympathy for the Devil" – Full Phatt extended remix
7. "Sympathy for the Devil" – Original Rolling Stones version